# Fritz Pölking

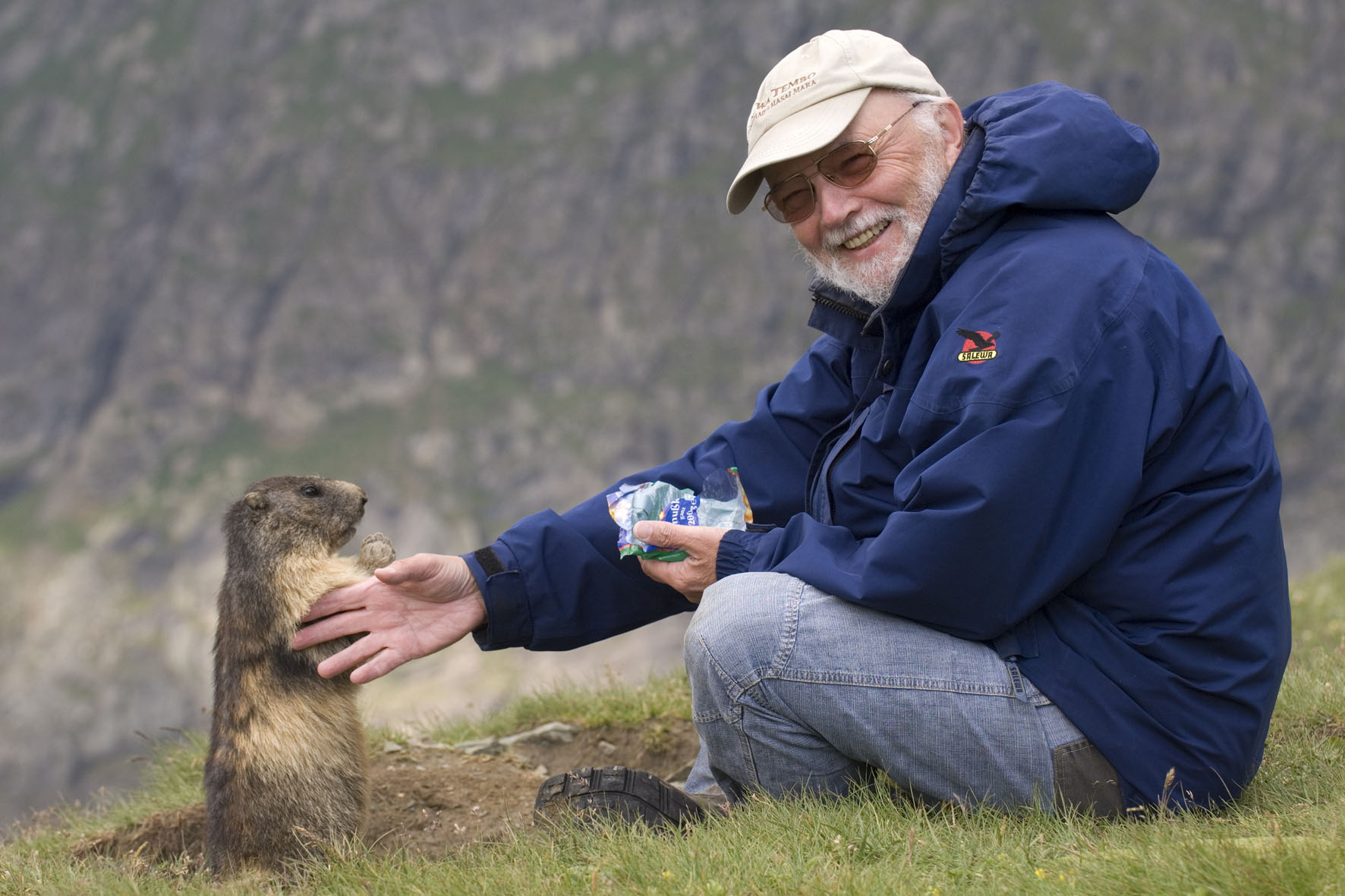
Fritz Pölking (2007)

Fritz Pölking (* 30. Januar 1936 in Krefeld; † 16. Juli 2007 in Münster) war ein deutscher Naturfotograf und Verleger. Er gilt als einer der Wegbereiter der modernen Tierfotografie in Europa.

## Biografie
Fritz Pölking begann bereits als Jugendlicher mit der Naturfotografie. Nach der Erlangung des Konditormeistergrades 1961 wurde er 1968 Fotografenmeister. Ab 1970 war er Verleger von Naturbüchern und -zeitschriften. Die von ihm verlegte Zeitschrift Tier- und Naturfotografie ist ein Vorläufer der heutigen Zeitschrift NaturFoto. Fritz Pölking war außerdem eines der Gründungsmitglieder der Gesellschaft Deutscher Tierfotografen und setzte sich zeitlebens dafür ein, bei der Tierfotografie dem Artenschutz gerecht zu werden. Seine Bilder sind in zahlreichen renommierten Zeitschriften und Magazinen erschienen, darunter National Geographic, Journal of Zoology, Australian Geographic, kosmos, terra und International Wildlife. Darüber hinaus war Pölking Autor von über 30 Büchern.
In seinem Handbuch Vogelfotografie von 1987 beschrieb er in praktischen Tipps die verantwortungsvolle Tierfotografie und berichtete dabei ausführlich über seine eigenen Erfahrungen. Von Bilder auf den Münsteraner Rieselfeldern aus dem Fotoversteck über die notwendigen Schritte zur Nahaufnahme von Eisvögeln auf einem extra gepachteten Waldgrundstück bis zu seinen Erkenntnissen über Ausrüstung und Gepäck bei Fernreisen auf die Galapagosinseln.
Weltweit berühmt wurde er mit einem Foto eines Galápagosbussard, der auf dem Panzer einer Schildkröte landet. Mit dem Bild gewann er 1977 den Wettbewerb wildlife photographer of the year. In Deutschland wurde er bekannt, als er die ersten Fotos eines aus dem Wasser auftauchenden Eisvogels veröffentlichte. Von diesem Bild ist das Logo des Landesbund für Vogelschutz in Bayern abgeleitet.
Mit seiner Frau Gisela, ebenfalls Naturfotografin, lebte er in Greven bei Steinfurt. Fritz Pölking starb am 16. Juli 2007 im Alter von 71 Jahren an den Folgen eines Herzinfarktes.

## Auszeichnungen (Auswahl)
- Wildlife Photographer of the Year 1977 der BBC Wildlife Photographer of the Year Competition
- Gewinner der Kategorie „Humorous Views“ der BBC Wildlife Photographer of the Year Competition 1988, 1990, 1991 und 1992
- „Naturfotograf des Jahres“ beim Jahresfotowettbewerb der Gesellschaft Deutscher Tierfotografen e. V. 1977, 1981, 1992
- Fritz-Steiniger-Preis für Verdienste um die Naturfotografie 1993
- Ehrenmitglied der Gesellschaft Deutscher Tierfotografen e. V. 1993[1]

## Schriften (Auswahl)
- Wie fotografiert man Vögel?, mit Zeichnungen von Maria Bertsch, Das Vivarium, Stuttgart 1971 (ISBN 3-440-03773-8; niederländische Übersetzung unter dem Titel Hoe fotografeert men vogels?, Zutphen 1972)
- Nationalpark Galapagos, mit Zeichnungen von Günter Jüptner, Reihe Nationalparke (Band 2), Greven 1977 (3., erweiterte Auflage unter dem Titel Nationalpark Galapagos. Das Naturparadies im Stillen Ozean, Greven 1989, ISBN 3-88949-160-X)
- zusammen mit Einhard Bezzel: Kleinod Eisvogel, Sonderpublikation der Zeitschrift Die Welt der Tiere (Jahrgang 6, Sonderheft 2), Greven 1979 (ISBN 3-921427-28-2)
- Vogelfotografie. Ein Führer zur kreativen Praxis, Greven 1987 (ISBN 3-88949-112-X)
- zusammen mit Norbert Rosing: Geparde. Die schnellsten Katzen der Welt, Steinfurt 1993 (ISBN 3-924044-11-2)
- Naturfotografie. Tiere, Pflanzen, Landschaften. Wege zur professionellen Qualität, Augsburg 1995 (ISBN 3-8043-5038-0; später unter dem Titel Die große Fotoschule Natur. Tiere – Pflanzen – Landschaften. Wege zur professionellen Qualität, München 2003, ISBN 3-426-66733-9)
- Masai Mara. Afrikas Garten Eden, Steinfurt 1995 (ISBN 3-924044-16-3)
- Leoparden. Die geheimnisvollen Katzen, Steinfurt 1995 (ISBN 3-924044-17-1)
- zusammen mit Wally Hagen und Horst Hagen: Der Leopard. Einblicke in das Leben der großen gefleckten Katze Afrikas, Steinfurt 1995 (ISBN 3-924044-21-X)
- zusammen mit Uwe Walz: Störche. Leben auf der Kathedrale, Steinfurt 1996 (ISBN 3-924044-25-2)
- Nahfotografie in der Natur. Der ideale Einstieg in die wunderbare Welt der Naturfotografie, Augsburg 1997 (ISBN 3-8043-5097-6)
- Tierfotografie. Begegnungen von Mensch und Tier. Kameras und Objektive, Ausrüstung, Zubehör und Filme, Haustiere, Tiergehege, heimatliche und exotische Wildbahnen, Fotopraxis, Gestaltung, Dokumentation, Schnappschuß, Reportage, Augsburg 1998 (ISBN 3-8043-5116-6)
- Planète sauvage, Chamalières 2001 (ISBN 2-84550-084-X)
- Fritz Pölking: Momente der Natur. Fotografische Impressionen und Essays, Steinfurt 2002 (ISBN 3-934427-18-9)
- Werkstattbuch Naturfotografie, Galenbeck 2003 (ISBN 3-929192-17-9)
- Am Puls des Lebens. Über Natur und Fotografie = At the pulse of life(deutsch/englisch), Greven 2004 (ISBN 3-88949-201-0)
- Masai Mara. Afrikas Paradies (Vogelarten der Masai Mara), Steinfurt 2005 (ISBN 3-934427-52-9)
- Naturfotografie gestern und heute. Pölkings zweites Werkstattbuch, Galenbeck/Mecklenburg 2005 (ISBN 3-929192-21-7)
- Digitale Naturfotografie in der Praxis, Greven 2006 (ISBN 3-88949-202-9)